# PM-84 Glauberyt
PM-84 Glauberyt je automat kojeg proizvodi poljska industrija oružja Łucznik. Namijenjen je borbi i samoobrani, ima automatski i poluautomatski mod paljbe a domet mu iznosi oko 150 metara. Riječ je o automatu kompaktnog dizajna, male težine i veoma dobre preciznosti. Dizajniran je za vojsku, antiterorističke jedinice i policiju.
Dizajniran je početkom 1980-ih a koristi dva kalibra streljiva: 9×18 mm Makarov (za Poljsku koja je tada bila članica Varšavskog pakta) i 9×19 mm Parabellum (za izvozno tržište). Padom komunizma, poljska vojska počela je koristiti 9×19 mm Luger streljivo.
Ovaj automat je u poljskoj vojsci i policiji zamijenio stariji PM-63 RAK a ime je dobio po mineralu glauberitu.

## Inačice
- PM-84: inačica koja koristi streljivo kalibra 9×18 mm Makarov.
- PM-84P: inačica konvertirana na 9×19 mm Parabellum streljivo (odatle slovo P u nazivu). Stvorena je tijekom 1991. i 1992. te je nešto veća i teža od PM-84. Zamijenila je prvotni model a u službu poljskih oružanih snaga stavljena je 1994. godine (zbog prelaska poljske vojske na NATO standard). Također, postoji i podinačica ovog modela namijenjena policiji.
- PM-98: inačica temeljena na PM-84P koja je proizvedena 1998. godine, koristi streljivo kalibra 9×19 mm Parabellum te je namijenjena izvozu.
- PM-98S: model kod kojeg su maknuti dijelovi koju usporavaju radni mehanizam zbog čega mu brzina paljbe iznosi 770 metaka u minuti.
- BRS-99: poluautomatska inačica koja koristi streljivo kalibra 9×19 mm Parabellum a namijenjena je civilnom tržištu.
- PM-06: nova inačica s Picatinny šinama.

## Tehničke karakteristike
| Model                                   | PM-84          | PM-84P            | PM 98             | PM-98S            |
| --------------------------------------- | -------------- | ----------------- | ----------------- | ----------------- |
| Streljivo                               | 9×18mm Makarov | 9×19mm Parabellum | 9×19mm Parabellum | 9×19mm Parabellum |
| Dužina bez kundaka / s kund. (mm)       | 354 / 560      | 375 / 575         | 405 / 605         | 405 / 605         |
| Dužina s okvirom od 15 i 25 metaka (mm) | 160 / 205      | 160 / 210         | 172 / 220         | 172 / 220         |
| Širina (mm)                             | 51             | 54                | 58                | 58                |
| Dužina (mm)                             | 165            | 185               | 185               | 185               |
| Težina bez okvira (kg)                  | 1,84           | 2,17              | 2,42              | 2,42              |
| Težina s okvirom od 15 i 25 metaka (kg) | 2,07 / 2,24    | 2,46 / 2,62       | 2,59 / 2,86       | 2,59 / 2,86       |
| Brzina (m/sek)                          | 332            | 360               | 360               | 360               |
| Brzina paljbe (met./min)                | 600            | 640               | 640               | 770               |
| Učinkoviti domet (m)                    | ~ 150          | ~ 150             | ~ 150             | ~ 150             |

## Korisnici
- Poljska: primarni korisnik. Oko 50.000 PM-84P, PM-98 i PM-06 je u službi poljskih oružanih snaga, vojne žandarmerije i policije.
- Filipini: filipinska policija koristi PM-98.[2]
- Indonezija: indonežanska policija koristi PM-98.[2]
- Irak: u arsenalu iračke vojske nalazi se 6.000 automata inačice PM-98.[3]
- Litva: litavska vojska.[4]

## Vanjske poveznice
- Informacije o automatu na službenim web stranicama proizvođača  Arhivirana inačica izvorne stranice od 3. ožujka 2016. (Wayback Machine)
- GLAUBERYT: THE LAST OF THE POLISH SUBMACHINE GUNS  Arhivirana inačica izvorne stranice od 7. travnja 2014. (Wayback Machine)